# التأثير الإسلامي على الفن الغربي
التأثير الإسلامي على الفن الغربي (الإنجليزية: Islamic influences on Western art) يشير التأثير الإسلامي على الغرب إلى تأثير الفن الإسلامي، أي تأثيرالإنتاج الفني في العالم الإسلامي منذ القرن الثامن إلى القرن التاسع عشر ميلادياً  على الفن المسيحي. خلال تلك الحقبة، تنوعت الآفاق بشكل كبير بين المسيحية والعالم الإسلامي مما نتج عنه الكثير من التبادل السكاني وتبادل تقنيات وممارسات الفن. إضافة إلى ذلك، كان هناك علاقات منتظمة تربط بين الحضارتين من خلال الدبلوماسية والتجارة مما سهل من عملية التبادل الثقافي. يغطي الفن الإسلامي نطاق واسع من الأوساط بما فيها فن الخط الذي ظهر جلياً في المخطوطات، والأنسجة، والقرميد، والمصنوعات المعدنية والزجاج ويشير إلى الفن في الدول المسلمة في الشرق الأدنى، والأندلس، وشمال أفريقيا، وبأي حال من الأحوال كان دائماً من يقوم بذلك الفن فنان أو حرفي مسلم. ظل إنتاج الزجاج، على سبيل المثال، تخصصاً يهودياً على مدار تلك الحقبة، واستمر الفن المسيحي، مثلما كان الحال في مصر القبطية خاصة خلال القرون الأولى، محافظاً على بعض من التواصل مع أوروبا.
كانت الفنون الزخرفية الإسلامية من الصادرات الأعلى قيمة إلى أوروبا خلال العصور الوسطى; معظم النماذج التي نجت نتيجة لحوادث غير متوقعة كانت بحوزة الكنيسة. كانت الأنسجة على وجه التحديد تبلغ حداً من الأهمية في الفترة المبكرة لأنها كانت تستخدم في صناعة الرداء الكهنوتي، وصناعة الكفن، والمعلقات الجدارية وملابس صفوة المجتمع. مازال الفخار الإسلامي، ذو الجودة العادية، المفضل في المعروضات الأوروبية. نتيجة لكون الزخرفة كان يغلب على معظمها الزينة أو مناظر صغيرة للصيد ونتيجة لكون الكلام المنقوش لم يكن مفهوماً، فإن الأغراض الإسلامية لم تُثر الحساسيات المسيحية.
خلال القرون الأولى للإسلام، كانت أهم النقاط للتواصل بين الغرب اللاتيني والعالم الإسلامي من الناحية الفنية تتمركز في جنوب إيطاليا، وصقلية وشبه الجزيرة الإيبرية حيث كان يعيش بهم عدد كبير من السكان المسلمين. ولاحقاً، كانت الموانئ الإيطالية تلعب دوراً هاماً في تجارة الأعمال الفنية. خلال الحملات الصليبية، كان للفن الإسلامي تأثير قليل نسبياً على الفن الصليبي في الممالك الصليبية، على الرغم من أنه قد حفز الرغبة في ضم بعض الوارادات إسلامية إلى ما تعود به الحملات الصليبية إلى أوروبا.
شكلت العديد من أساليب الفن الإسلامي الأساس للثقافة النورماندية العربية البيزنطية في مملكة صقلية، حيث كثيراُ ما كان يتم اللجوء لفنانين وحرفيين مسلمين للعمل وفقاً لنمطهم التقليدي. اشتملت الأساليب على الزخارف المصنوعة من الفسيفساء أو الفولاذ (المعدن)، والمنحوتات المصنوعة من العاج أو الصخر البورفيري، والتماثيل المصنوعة من الأحجار الثقيلة والمشاعل الحديدة البرونزية. في شبه الجزيرة الإيبرية، ظل الفن والمعمار المستعربي الخاص بالمسيحين الذين كانوا يعيشون في ظل الحكم الإسلامي يحمل الطابع المسيحي في معظم الأحوال، لكن التأثير الإسلامي ظهر في نواحي أخرى; والذي يوصف اليوم بالفن والمعمار الإسلامي (Repoblación art and architecture). وبعد سقوط غرناطة وانتهاء الحكم الإسلامي بالأندلس، أظهر الطراز المدجن من قبل الفنانين المسلمين والموريسكين، تحت الحكم المسيحي الكاثوليكي، تأثير إسلامي واضح بشتى الطرق.

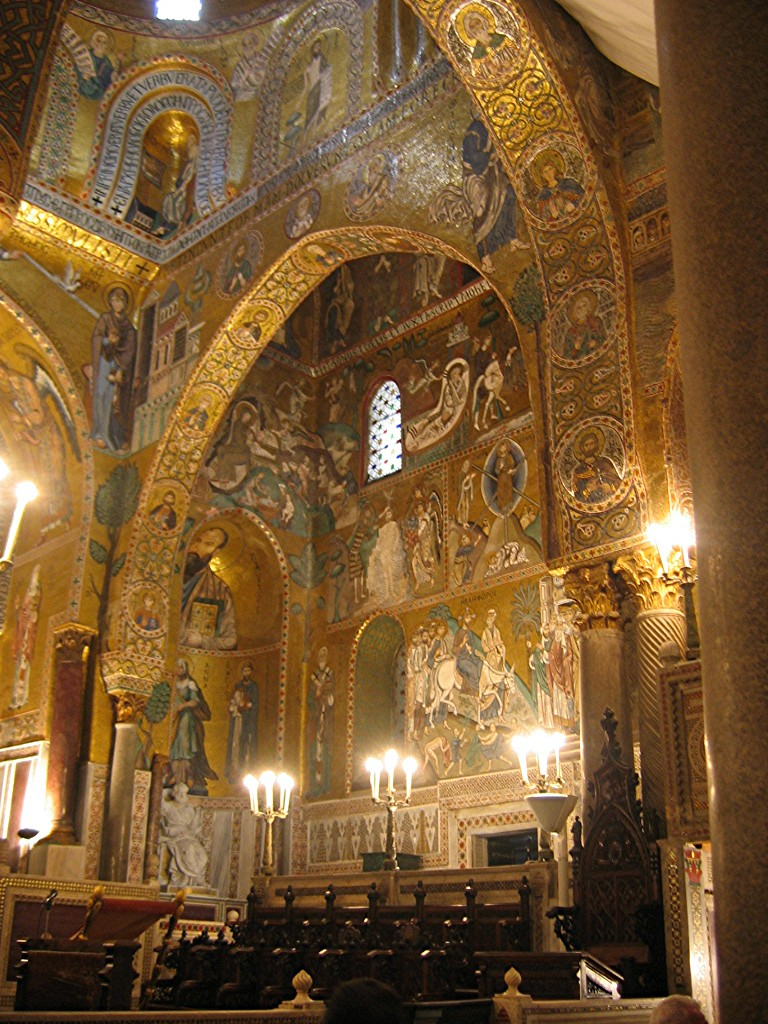
أقواس ساركينوس (شرقية) وصور بيزنطية بالفسيفساء يكملون بعضهما البعض في كنسية بلاطين بصقلية.

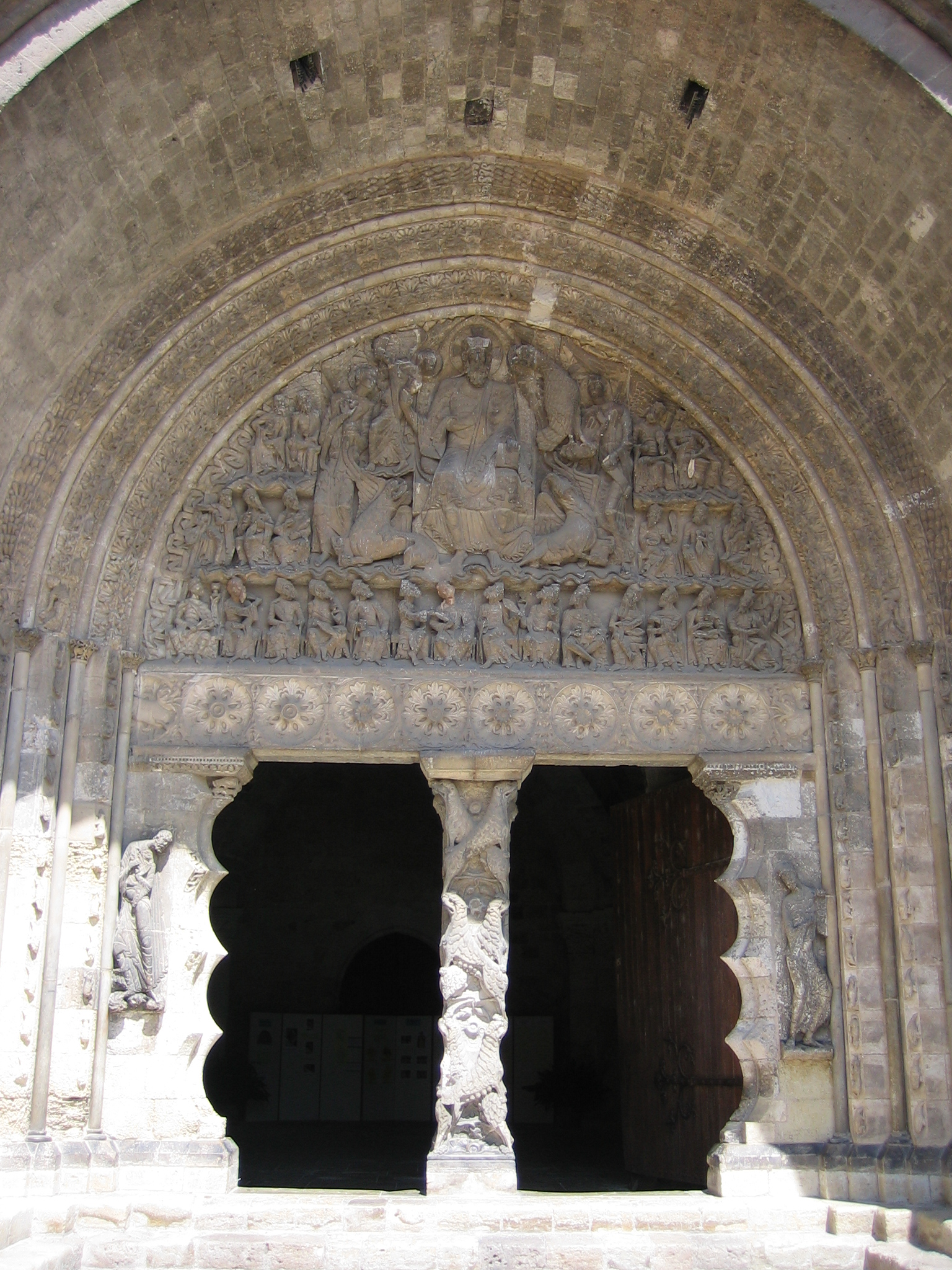
بوابة رومانسية ببلدية مواساك الفرنسية- أنظر النص.

## العصور الوسطى
كان للفن الإسلامي تأثيرا كبيراً حيث تأثرت وأعجبت به الطبقات الراقية الأوروبية أثناء العصور الوسطى إلى حد كبير. كان هناك مرحلة تكوينية مبكرة منذ عام 600 إلى 900 ميلادياً وشهدت الأساليب الإقليمية تطوراً بدء من عام 900 ميلادياً إلى ما بعد ذلك. لجأ الفن الإسلامي المبكر إلى فناني ونحاتي الفسيفساء الذين تدربوا على التقاليد البيزنطية والقبطية. وبدلاً من اللوحات الجدارية، تم استخدام القرميد الملون في الفن الإسلامي منذ وقت مبكر في عام 862- 863 ميلادياً (في جامع القيروان الكبير بتونس)، والذي انتقل أيضاً إلى أوروبا. وتبعاً لما قاله الشاعر الإنجليزي جون راسكن، فإن قصر دوجي بمدينة البندقية الإيطالية يحتوي على «ثلاثة عناصر بنسب متساوية تماماً- الرومانية واللومباردية والعربية، فهو المبنى المركزي في هذا العالم.. فإن تاريخ العمارة القوطية هو تاريخ التحسين والتاريخ الروحاني للأعمال الشمالية تحت تأثير تلك العناصر».
سيطر الحكام المسلمون على من مناطق متنوعة بجنوب إيطاليا، ومعظم إسبانيا والبرتغال، إضافة إلى البلقان، وظل جميعها يحتفظ بعدد كبير من السكان المسيحيين. وفرضت الحملات الصليبية سيطرتها على السكان المسلمين، لذا فإن الفن الصليبي هو في الأساس هجين بين الطراز القوطي والطراز البيزنطي مع قليل من التأثير الإسلامي، لكن الفن المستعرب للمسيحين بالأندلس كان يظهر فيه التأثير الإسلامي بشكل واضح، لذا كانت النتائج تبدو كالأعمال الإسلامية المعاصرة. يمكن تتبع أيضاً التأثير الإسلامي في الفن العصور الوسطى الغربية، مثلما الحال في البوابة الرومانسية ببلدية مواساك بجنوب فرنسا، حيث تظهر فيها العناصر الزخرفية مثل الأقواس الصغيرة على حافة المدخل، والزخارف الدائرية على أسكفية المدخل من الأعلى، وأيضاً وجود المسيح محاط بالموسيقين، الأمر الذي أصبح فيما بعد من الصفات الشائعة للمناظر السماوية الغربية، حيث من المرجح أن يكون مستوحى من صور الملوك المسلمين داخل دواوينهم. وبشكل عام، فإن فن الخط، والزخرفة والفنون الزخرفية كانت درجة كبيرة من الأهمية مقارنة بالغرب.

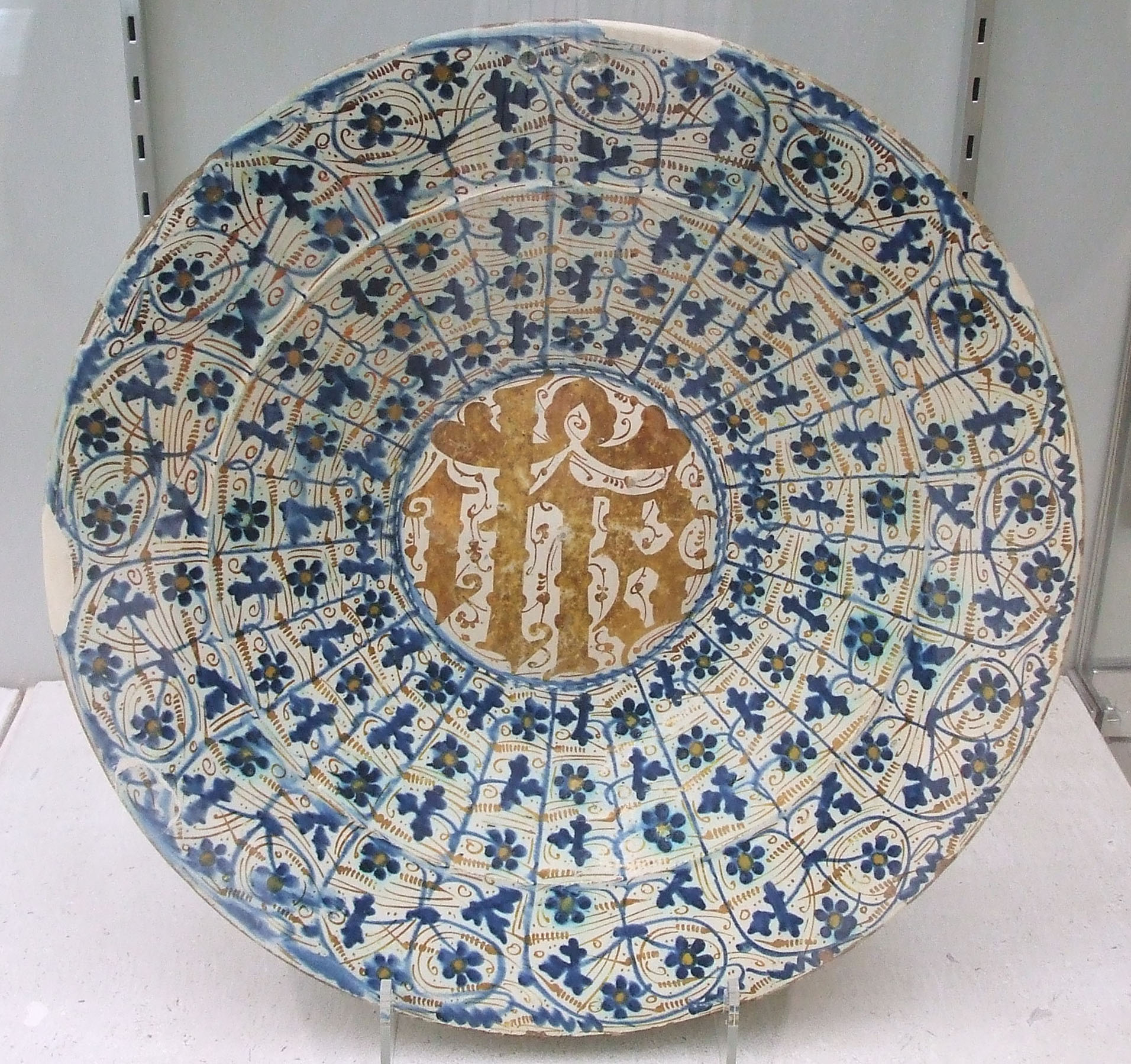
طبق إسباني موريسكي، قطره 32 سم تقريباً، عليه رمز كاثوليكي يتكون من ثلاثة أحرف لاتينية "IHS" ومزين بالكوبالت الأزرق وبريق أصفر، من مدينة فالنسيا الإسبانية، حوالي 1430-1500 م.
تم إنتاج الأواني الفخارية الإسبانية الموريسيكة بإسبانيا أولاً في الأندلس، لكن بعد ذلك هاجر صانعو الفخار المسلمون إلى منطقة فالنسيا الكاثوليكية أحيث أنتجوا أعمالهم الفخارية ومنها صدروها إلى الطبقات الراقية (النخبة) المسيحية في جميع أنحاء أوروبا; هناك أنواع أخرى من البضائع الإسلامية الفاخرة خصوصاً الأنسجة الحريرية والسجاد الذين تم تصديرهم من قبل العالم الإسلامي الشرقي الأغنى بشكل عام(كانت قنوات التواصل مع أوروبا عبر غرب نهر النيل وعلى الرغم من ذلك لم يكونوا أغنى)، وكان العديد من الأشخاص يصلون إلى أوروبا عبر مدينة البندقية. ومع ذلك، فإن معظم المنتجات الفاخرة مثل الحرير، والعاج، والأحجار الكريمة والمجوهرات كان يتم تصديرها إلى أوروبا في شكل غير نهائي من ثم يتم تصنيعها إلى شكلها النهائي ويتم بيعها (الترويج لها) تحت مسمى «منتجات شرقية» من قبل الفنانين المحليين في العصور الوسطى. تلك المنتجات كانت خالية من الصور الدينية وكانت عادة ما يتم تزيينها بالزخارف مما سهل من تقبلها في الغرب. وفي الواقع، بحلول أواخرالعصور الوسطى كان هناك أزياء (ملابس) تحمل الطابع الكوفي المزيف وهو محاكاة للخط العربي الذي تم استخدامه بغرض زخرفي في الفن الغربي.

## فن الزخرفة

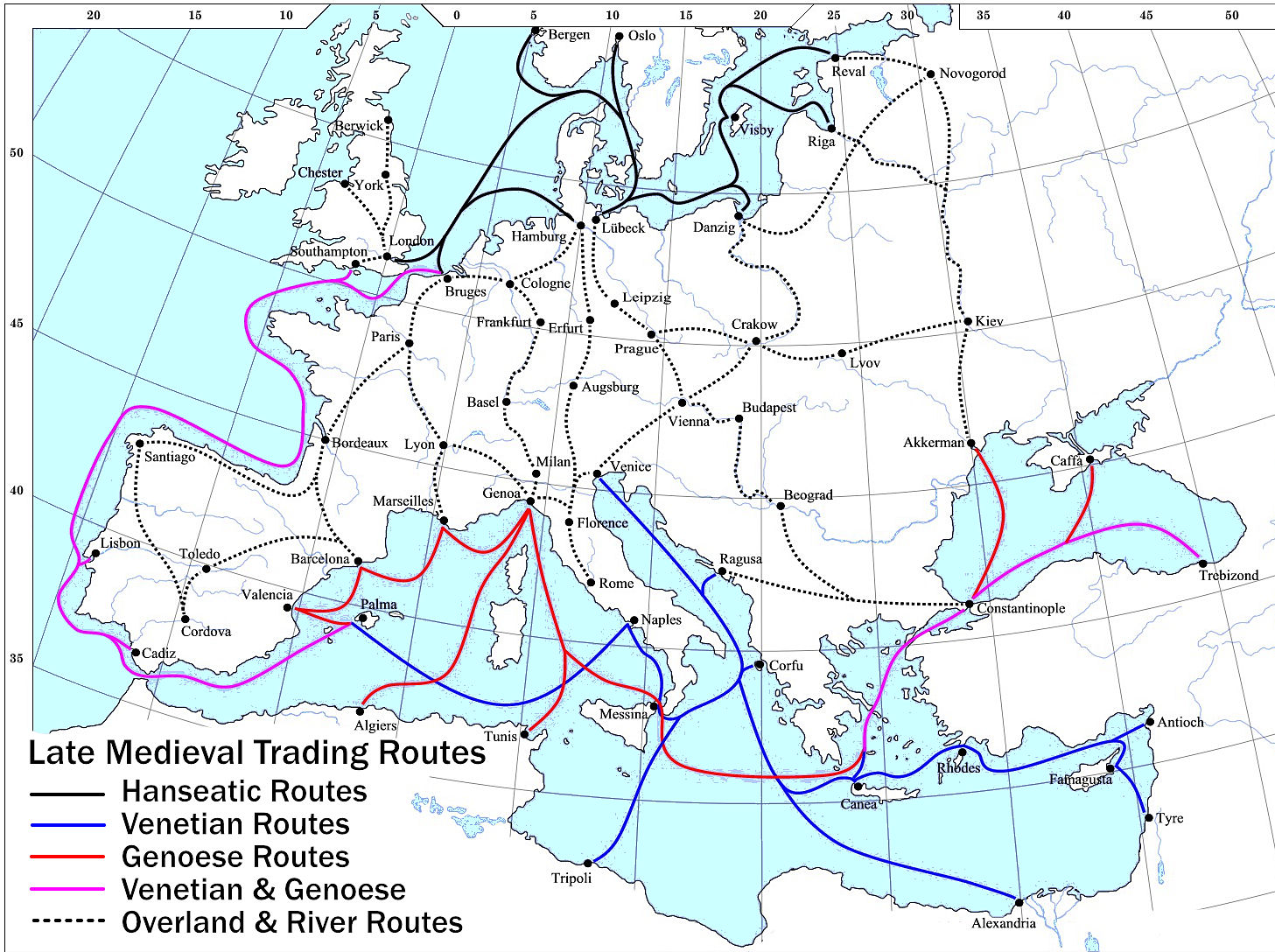
خريطة تُظهر طرق التجارة الرئيسية في أواخر العصور الوسطى بأوروبا.

كان يتم استيراد نطاق واسع من الأغراض المحمولة، (القابلة للنقل) ذات الفنون الزخرفية المتنوعة، من العالم الإسلامي إلى أوروبا خلال العصور الوسطى خاصة عبر إيطاليا وتحديداً عبر مدينة البندقية. أنتج الأوروبيون منتجات تخص العديد من المجالات لكن تلك المنتجات لم تناسب جودة الأعمال البيزنطية حتى قرابة أواخر العصور الوسطى. كانت الأنسجة الفاخرة يتم استخدامها على نطاق واسع في صناعة الملابس والمعلقات الجدارية، وأيضاً إنصافاً لتاريخ الفن، غالباً ما كان يتم استخدامها كأغطية (كفن) للأغراض الهامة، الطريقة التي حافظت على معظم النماذج الفنية التي نجت (ظلت موجودة). تأثر الحرير البيزنطي، في هذا المجال، بالأنسجة الساسانية والحرير الإسلامي، لذا كان من الصعب تحديد أي نوع من أنواع الأنسجة كانت الأكثر تأثيراً على قماش القديس جيريون، وهو عبارة عن منسوجات جدارية تُعد أول وأهم الأعمال الأوروبية محاكاةً للأعمال الشرقية. استطاعت الأقمشة الأوروبية، والإيطالية على وجه التحديد، أن تتماشى تدريجياً مع جودة الوارادت الشرقية وتبنت العديد من عناصر التصميمات الخاصة بها.
لم يكن إنتاج الفخار البيزنطي من الأنواع عالية الجودة لذا كانت الطبقات الراقية (النخبة) البيزانطية تستخدم الفضة عوضاً عنه. نهى الأحاديث النبوية بالدين الإسلامي عن تناول الطعام في آنية مصنعة من معادن ثمينة، ولهذا تم تطوير عدة أنواع من الفخار الجيد، وغالبا تم التأثر بالأواني الخزفية الصينية التي كانت ذات مكان أعلى بين الطبقات الإسلامية الراقية، أنتج العالم الإسلامي الخزف مؤخراً فقط في العصر الحديث. تم تصدير العديد من الفخار الإسلامي إلى أوروبا، خاصة الأطباق، حتى في الأندلس الإسلامية في القرن الثالث عشر ميلادياً، في كل من غرناطة ومالقة، كان الكثير من إنتاج الفخار تم تصديره بالفعل إلى الدول المسيحية. هاجر العديد من صانعي الفخار إلى منطقة بلنسية (فالنسيا)، التي سيطر عليها الكاثوليكين منذ زمن، وتفوق الإنتاج بها على الإنتاج الأندلسي. تأثرت أساليب الزخرفة أكثر بأكثر تدريجياً بأروربا، وبحلول القرن الخامس عشر ميلادياً، أنتج الإيطاليون أيضاَ آنية براقة وأحياناً استخدموا أشكال إسلامية مثل الباريلو (جرة كبيرة الحجم نسبياً). كانت أشكال الأعمال المعدنية مثل الأباريق على هيئة الحيوانات تُسمى «أكوامانيل» والهاون البرونزية من الأغراض التي تم جلبها أيضاَ من العالم الإسلامي.

## الفن المدجن بإسبانيا
الفن المدجن هو أسلوب فني تأثر بالفن الإسلامي بدأ تطوره منذ القرن الثاني عشر ميلادياً حتى القرن السادس عشر في المملكة الإيبيرية الكاثوليكية. هذا النوع من الفن يُغد نتيجة للتعايش بين المسلمين، والمسيحين واليهود الذين كانوا يعيشون في إسبانيا في العصور الوسطى. أدت الزخرفة المتقنة النموذجية للأسلوب المدجن إلى تطوير الطراز الفضي «بلاترسكي» (Plateresque) في العمارة الإسبانية بعد ذلك حيث كان يمتاز هذا الطراز بالمزج بين العناصر القوطية والعناصر المبكرة لعصر النهضة.

## الخط الكوفي المزخرف

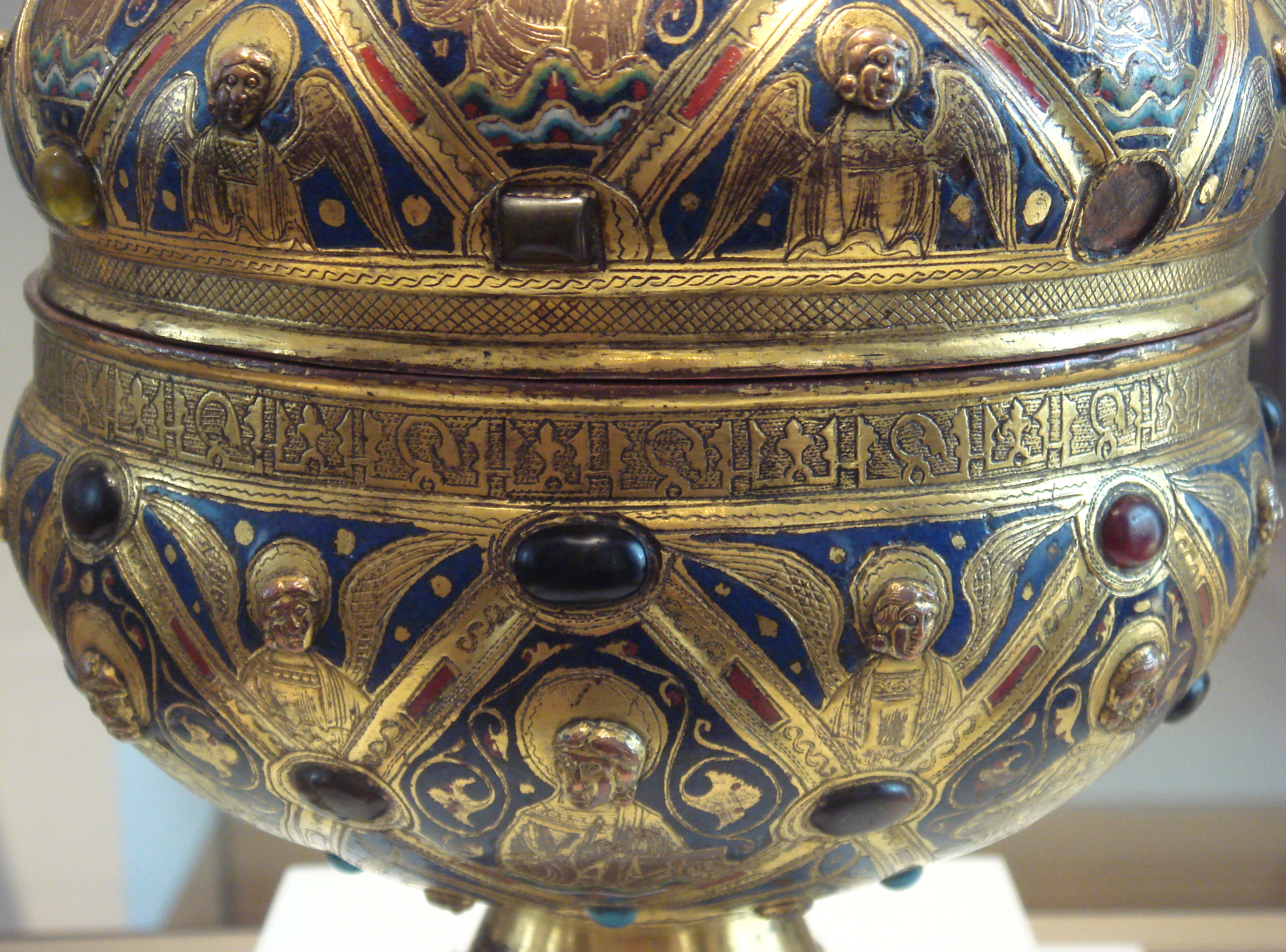
كأس سيبوريوم للفنان الفرنسي ماستر أبيس، حوالي عام 1200 م، يحتوي الكأس على نقوش بالخط العربي، ليموج، فرنسا عام 1215-1230. موجود حالياً بمتحف اللوفر.

كثيراً ما تم محاكاة الخط العربي الكوفي في الغرب خلال العصور الوسطى وعصر النهضة من أجل إنتاج ما يُعرف «بالخط الكوفي المزيف»: «كانت محاكاة اللغة العربية في الفن الأوروبي غالباً ما يتم وصفها «بالخط الكوفي المزيف»، حيث كان يتم استعارة أي نص عربي يظهر فيه إيقاع مستقيم وذو ذوايا، وكان يستخدم بشكل شائع في زخرفة العمارة الإسلامية». ظهرت العديد من حالات الخط الكوفي المزيف في الفن الديني الأوروبي منذ حوالي القرن العاشر ميلادياً حتى القرن الخامس عشر ميلادياً. تم استخدام الخط الكوفي كطريقة للكتابة أو كعناصر زخرفية في الأنسجة، وفي الهالات أو الإطارات الدينية، والكثير منها يمكن رؤيته في الأعمال الفنية للرسام الإيطالي جوتو(18).
هناك نماذج معروفة بدمج الخط الكوفي مثل رائعة الفنان الفرنسي ماستر ألبيس التي تُسمى «سيبوريوم» أي الكأس، والموجودة في متحف اللوفر. وأيضاً، كأس سانتو دومينجو دي سيلوس والذي يُعد كأساً لأغراض الطقوس المسيحية ويشتمل على محاكاة لخصائص الخط الكوفي; تحتوي الزخرفة به على إلهامات إسلامية في هيئة حدوة الخيل.

## الفن المعماري

### الثقافة العربية النورماندية بصقلية
استوحت بعض من المباني المسيحية، مثل كنيسة كابيلا بالاتينا في باليرمو بصقلية، عناصر إسلامية على الأرجح أنه تم إنشائها من قبل الحرفيين المسلمين المحلين الذين كانوا يعملون وفقاً لتقاليدهم. هناك وجه شبه بين سقف الكنيسة، الذي يتكون من أقواس القبو الخشبية وتماثيل صغيرة مطلية بالذهب، والمباني الإسلامية في مدينتي فاس المغربية والفسطاط المصرية ويعكس أسلوب المقرنصات في إبراز العناصر ثلاثية الأبعاد.
تم استخدام القوس الحاجز، الذي يعود أصله إلى العصور العصور القديمة المتأخرة، على نطاق واسع في العمارة الإسلامية وقد يقول انتقل من إسبانيا إلى فرنسا.

### طراز ساركينوس (الطراز الشرقي)

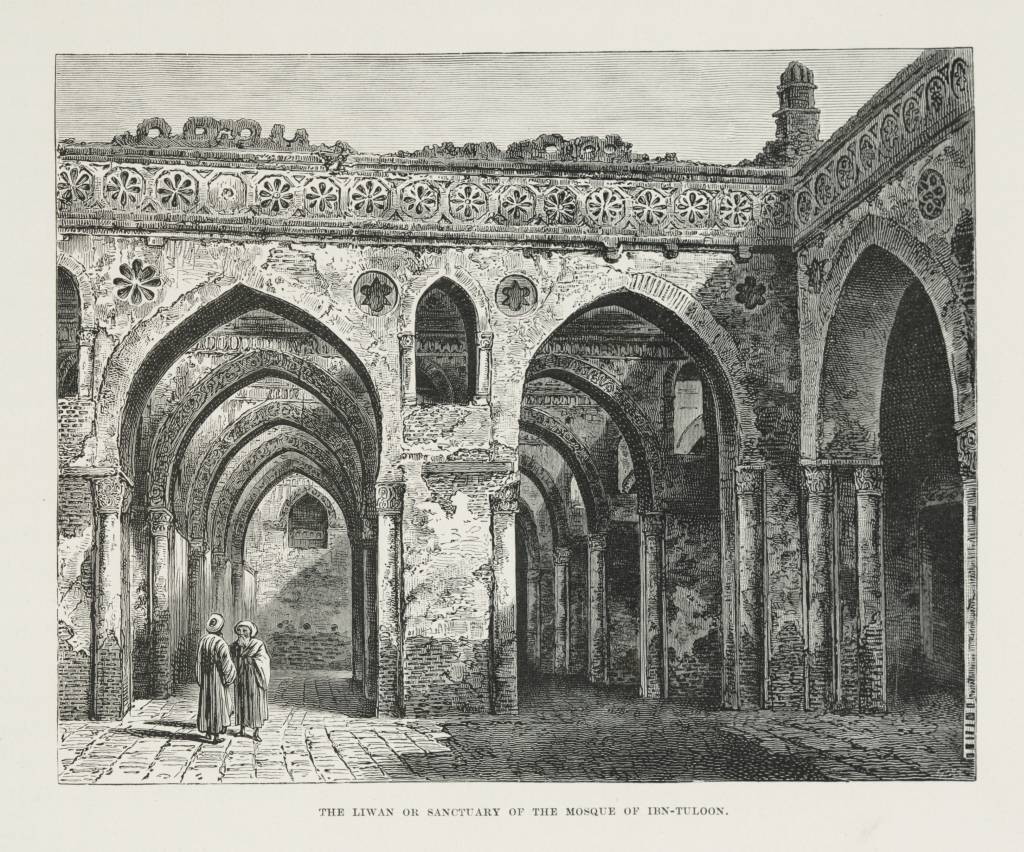
ليوان مسجد ابن طولون (1878)

كان العلماء في القرن 18- 19 ميلادياً يفضلون الفن الكلاسيكي بشكل عام لذا كرهوا ما رأوه اضطراب الفن القوطي ولاحظوا التشابهات بين العمارة القوطية والعمارة الإسلامية. وفي كثير من الأحيان بالغوا في الأمر بذكر أن الفن القوطي نشأ بشكل كامل في الفن الإسلامي بالمسجد إلى مدى أنهم أطلقوا عليه «شرقي». علق ويليام جون هاملتون على الآثار السلجوقية التي شاهدها في مدينة قونية التركية: «كلما شاهدت المزيد من ذلك الطراز المميز، كلما أصبحت مقتنعاً أكثر أن الفن القوطي هو في الأساس مستوحى من الفن الإسلامي مع مزيج معين من البيزنطية (...)، إن الطراز القوطي- الساركينوسي (الشرقي) يمكن أن يتبين أصله من خلال أسلوب وعادات الشرقيين». كتب المؤرخ الإنجليوي بالقرن الثامن عشر ميلادياً، توماس وارتون، الملخص الآتي:
إن العلامات التي تشكل طبيعة العمارة القوطية أو الساركينوسية (الشرقية) هي الدعامات العديدة والمتنوعة، والأبراج والقمم العالية، والنوافذ الكبيرة والمتشعبة، والمحراب والقبب المزخرفة، والمنحوتات على هيئة القديسين، والأعمال شديدة الدقة في الأسقف الخافتة، وكثرة الزخرفة المختلطة والمنتشرة على المبنى بأكمله; لكن الخصائص المميزة هي: الأعمدة الصغيرة المنتشرة والأقواس المدببة والتي تتشكل من خلال القسم المشترك لدائرتين متداخلتين.
- مقالات توماس وارتون حول العمارة القوطية.

### الأقواس المدببة
يعود أصل الأقواس المدببة إلى الإمبراطورية البيزنطية والساسانية، حيث كانت تظهر عادة في المباني المبكرة للكنائس المسيحية، وعلى الرغم من ذلك فإن الأعمال الهندسية مثل جسر كاراماجارا البيزنطي ظهر بشكله المتطور كاملاً في مرحلة مبكرة من التاريخ. إن أولوية البيزنطيين في استخدام الأقواس المدببة كانت ظاهرة أيضاً في بعض النماذج مثل: بناء سان أبوليينير بمدينة رافينا الإيطالية وبناء هاجيا ايريني (اية إيريني باللغة التركية ويعني السلام المقدس) بمدينة القسطنطينية سابقاً (إسطنبول حالياً)(23).
جاء لاحقاً المعماريون المسلمون الذين تبنوا فكرة الأقواس المدببة واستخدموها على نطاق واسع وأصبحت تلك الأقواس من الخصائص المميزة للعمارة الإسلامية(23). ووفقاً لأستاذ الفنون الجميلة الإنجليزي بوني، فإن الأقواس المدببة انتشرت من الأراضي الإسلامية، ربما عبر صقلية التي كانت لاحقاً تحت الحكم الإسلامي، ومنها إلى مدينة أمالفي الإيطالية وذلك قبل انتهاء القرن الحادي عشر ميلادياً . خفضت الأقواس المدببة الدفعة المعمارية بنسبة 20% لذلك كان لها مميزات عملية على الأقواس الرومانسية شبه الدائرية في بناء الأبنية الكبيرة(24). يشير المؤرخ والمعماري أوليج جرابار إلى بعض التكنهات غير المحددة حيث يرى أنه ليس من المحتمل أن تعود النوافذ الزهرية الشكل إلى أصول إسلامية. "بينما لا يوجد تسلسل زمني محدد حيث أول معرفة بها كانت في القصر الأموي في خربة المفجر، فإن هذا الاستنتاج يبدو مشتبهاً به للغاية بالنسبة إلى.. لقد تعاملت كل من الثقافتين في كثير من الأحيان بنفس المسار الذي تم اقتراحه بعد ذلك من قبل التشابهات البصرية والجمالية بين القيم الزخرفية بالقباب المزخرفة والزخرفة المعمارية الإسلامية. فليس من المرجح إثبات التأثير المباشر لحضارة على أخرى، وبالتأكيد نحن نتعامل مع نمو متوازي".
إلى جانب العمارة الإسلامية، تأثر الطراز القوطي بالعمارة الرومانية.
ممشى داخل كاتدرائية سان دوني، بُنيت الكنيسة على الطراز القوطي بفرنسا. الواجهة والجوقة 1135- 1344 م.

### كنائس فرسان الهيكل (المعبد)

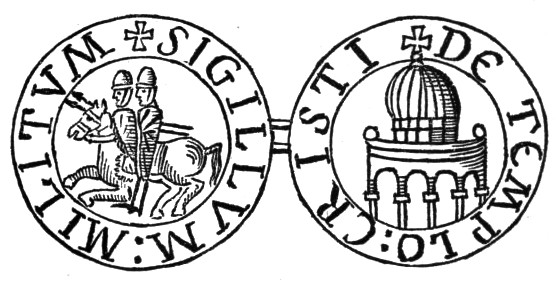
يظهر ختم فرسان الهيكل (المعبد) مبنى مقبب سواء من قبة المسجد الأقصى أو مسجد قبة الصخرة أو كنيسة القيامة.

في عام 1119 م، جعل تنظيم فرسان الهيكل (المعبد) مقرهم الرئيسي داخل المسجد الأقصى بالقدس الذي اعتبرته الحملات الصليبية هيكل سليمان والذي اشتق منه هذا التنظيم اسمه الشائع. من المرجح أن تكون الكنائس المستديرة النموذجية، التي بناها فرسان الهيكل (المعبد) في جميع أنحاء أوروبا الغربية، مستوحاة من شكل المسجد الأقصى أو مسجد قبة الصخرة.

## العناصر الإسلامية بالفن في عصر النهضة

### الخط الكوفي المزيف
الخط الكوفي المزيف هو عنصر زخرفي يشبه الخط الكوفي ويوجد في العديد من اللوحات الفنية الإيطالية في عصر النهضة. إن السبب الصحيح لدمج الخط الكوفي المزيف في الأعمال المبكرة بعصر النهضة غير واضح حيث يبدو أن الغربيين ربطوا عن طريق الخطأ بين النصوص الشرق أوسيطة التي تعود للقرن 13-14 ميلادياً على أنها مطابقة مع النصوص التي كانت موجودة في زمن المسيح، لذا كان من الطبيعي أن يمثل المسحيين الأوائل على أنه مرتبط بهم: "في الفن بعصر النهضة، كان يتم استخدام الخط الكوفي المزيف في زخرفة ملابس أبطال العهد القديم مثل نبي الله داود". وأوضح المؤرخ ماك افترضات أخرى:
ربما رأوا صورة الإيمان الدولي، على أنه هدف فني يتوافق مع البرنامج الدولي المعاصر الخاص بالكنيسة.

### السجاد الشرقي
إن السجاد الشرقي سواء من الإمبراطورية العثمانية، أو من الشام، أو من الدولة المملوكية بمصر أو من شمال أفريقيا، تم استخدامه كخصائص زخرفية هامة في اللوحات الفنية بدء من القرن الثالث عشر ميلادياً فصاعداً، وعلى وجه التحديد في اللوحات الفنية الدينية بدء من العصور الوسطى مستمراً إلى عصر النهضة.
كثيراً ما كان يتم دمج مثل ذلك السجاد في المخيلة المسيحية كرمز للرفاهية ولمكانة الأغراض التي يعود أصلها إلى الشرق الأوسط، ومع الخط الكوفي المزيف ظهر نموذج مثير للإعجاب حول دمج العناصر الشرقية في اللوحات الفنية الأوروبية(33).
تم استخدام السجاد التركي في ترانسيلفانيا برومانيا كنوع من أنواع الزخرفة في الكنائس الإنجيلية.

### الملابس الإسلامية
كثيراً ما قدم الأشخاص المسلمين وملابسهم خلفية سياقية لوصف بعض المشاهد الإنجيلية، وذلك واضحاً تحديداً في مجموعة اللوحات الفنية بالبندقية حيث كان يتم إظهار شخصيات هامة معاصرة من سوريا، وفلسطين، ومصر من المماليك على وجه التحديد، في اللوحات الفنية بطريقة تعتمد على المفارقة التاريخية في وصف الأحداث الإنجيلية. ومن النماذج على ذلك، لوحة «إلقاء القبض على القديس مارك من الكنيس» للرسام الإيطالي جيوفاني دي نيكولو مانسوتي والتي يُظهر فيها المماليك السكندريين  المعاصرين (في القرن الخامس عشر ميلادياً) وهم يلقون القبض على القديس مارك في مشهد تاريخي يعود للقرن الأول قبل الميلاد(35). وأيضاً، لوحة «القديس مارك يلقي وعظ بالأسكندرية» للرسام الإيطالي جينتيلي بيليني.

### الزخرفة
كان الطراز الغربي في الزخرفة قائماً على الزخرفة العربية (أرابيسك)، بدء من آواخر القرن الخامس عشر بالبندقية، وأطلق عليه «الموريسكس» أو الزخرفة العربية الغربية (مصطلح ذو تاريخ معقد). تم استخدام ذلك النوع من الزخرفة بتنوع كبير في الفنون الزخرفية ولكنه ظل أمد طويل في تصميم وتجليد الكتب، ويستمر استخدام بعض العناصر الصغيرة من هذا الطراز من قبل مصممي الكتب المحافظين إلى يومنا هذا. من مميزات هذا الطراز: الزخرفة الذهبية على غلاف الكتب، والحاشيات بهدف التوضيح والزخرفة المطبوعة من أجل تزيين الأماكن الفارغة بالصفحة. وفيما يخص هذا المجال، وصلت طريقة الزخرفة الذهبية في القرن الخامس عشر ميلادياً من العالم الإسلامي وبالتأكيد فإن الجلد نفسه المستخدم في الطباعة تم استيراده أيضاَ من العالم الإسلامي.

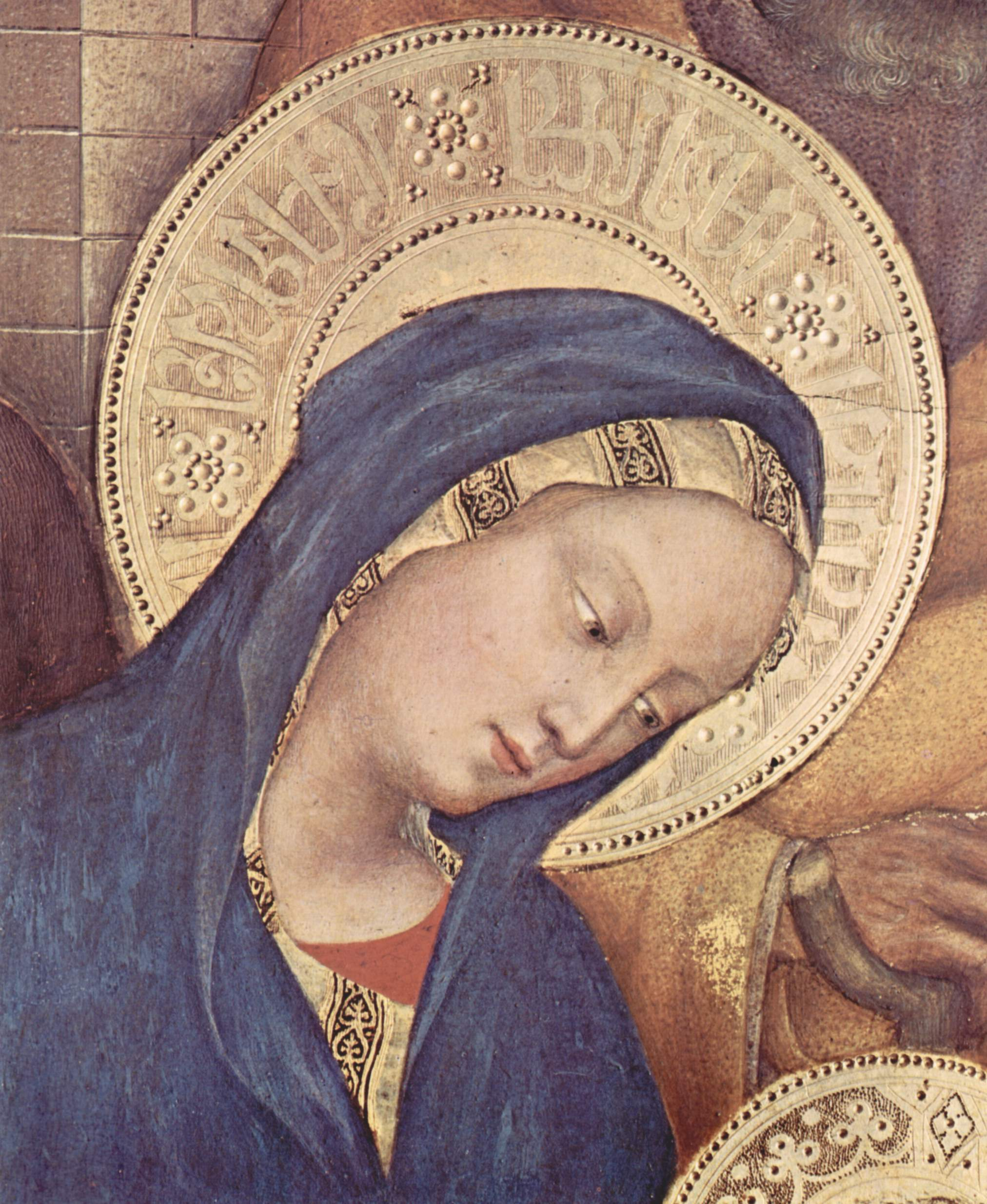
خط كوفي مزيف في الهالة المقدسة للسيدة مريم العذراء، بلوحة "توقير المجوس" للرسام الإيطالي جنتيلي دا فابريانو (1423 م). أنقسم الخط لاحقاً من خلال الأزهار الصغيرة مثلما الحال في الأطباق المملوكية^{.}

مثل باقي أساليب الزخرفة بعصر النهضة، انتشر هذا الأسلوب من خلال الطبعات الزخرفية التي كانت في هيئة أنماط وكان يجلبها الحرفيين مع التجارات المتنوعة. يقول بيتر فورهيرنج، المتخصص الرائد في تاريخ الزخرفة، أن:
عُرفت الزخرفة باسم الموريسكية (أي الزخرفة العربية الغربية) في القرنين الخامس عشر والسادس عشر ميلادياً (لكن الأسم الأكثر شيوعاً لها الآن هو «الزخرفة العربية» (أرابيسك)) والتي تميزت بزخرفتها الحلزونية المتشعبة والمكونة من أفرع مكونة من أنماط زخرفية متداخلة. تلك العناصر الأساسية أدت إلى العديد من الأشكال المتنوعة، على سبيل المثال، الأفرع الطولية تحولت إلى شرائط (خطوط)... من الخصائص المميزة للزخرفة العربية الغربية «موريسكية» التي هي في الأساس سطح مزخرف أنه من المستحيل تحديد بداية النمط أو نهايته... تلك الزخارف التي يعود أصلها إلى الشرق الأوسط تم جلبها إلى القارة الأوروبية عبر إيطاليا وإسبانيا... إن النماذج الإيطالية لهذا النوع من الزخرفة، والتي كانت كثيراُ ما يتم استخدامها في تجليد الكتب وفي التطريز، معروفة مبكراً منذ آواخر القرن الخامس عشر.

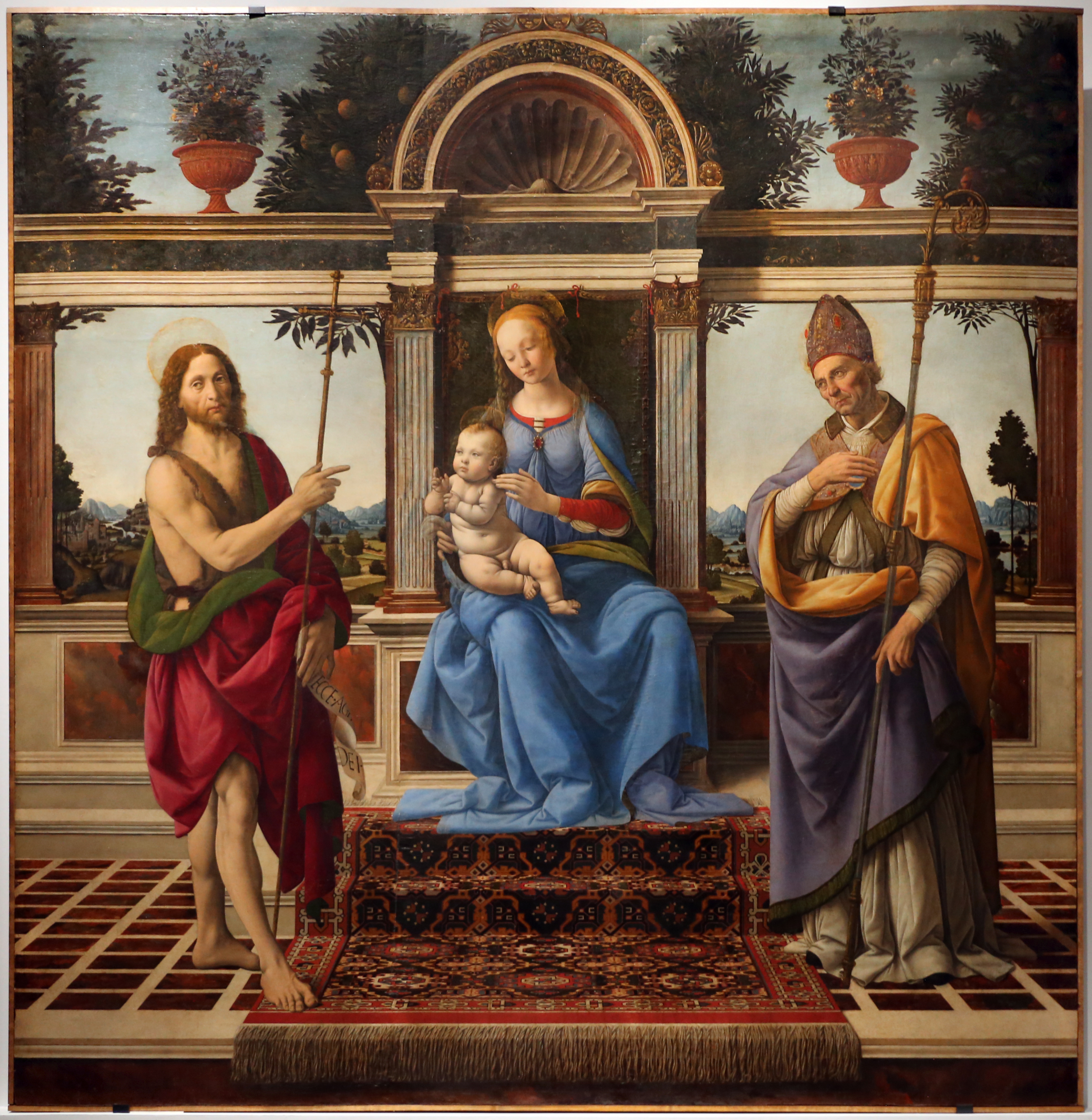
لوحة الرسام أندريا دل فروكيو للسيدة مريم العذراء ويوحنا المعمدان والقديس دونات عام 1475- 1483 م، حيث يظهر تحت قدميها سجادة إسلامية ذات نمط صغير.

يمكن رؤية الزخرفة الموجودة في تجليد الكتب بالتصميمات الإسلامية في اللوحات الفنية الدينية. إن لوحة نقش المذبح للرسام الإيطالي، أندريا مانتينا، «يوحنا المعمدان وزينو الفيروني» أحتلت أغلفة الكتب بشكل فائق الجمال حيث تُظهر الطراز المملوكي بشكل محوري، وهو الطراز الذي يتم استخدامه في تجليد الكتب الإيطالية المعاصرة.

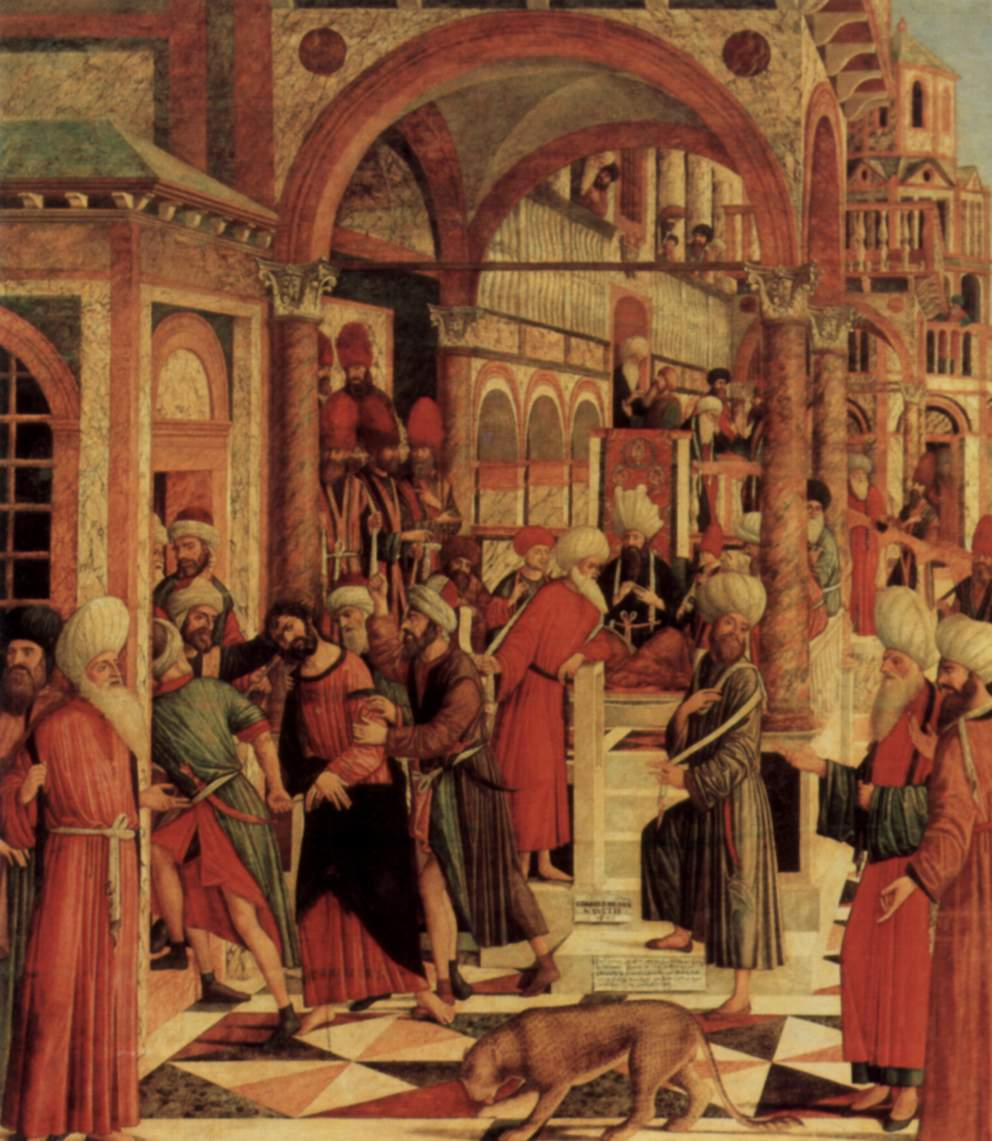
لوحة "إلقاء القبض على القديس مارك من الكنيس" للرسام الإيطالي جيوفاني دي نيكولو مانسوتي والتي يُظهر فيها المماليك السكندريين المعاصرين (في القرن الخامس عشر ميلادياً)